# Mustafa Çelebi
Mustafa Çelebi (1380 – květen 1422), zvaný také Düzmece Mustafa (česky: podvodník Mustafa), byl osmanský princ, který se na počátku 15. století snažil stát sultánem. Jméno Çelebi je titul, používaný pro prince před vznikem titulu Şehzade. Dvakrát byl sultánem Rumelie, a to v letech 1419–1420 a od ledna 1421 do května 1422.

## Pozadí
Mustafa byl jedním ze synů osmanského sultána Bajezida I. Jeho matkou byla Devletşah Hatun, dcera Sulejmana Šaha z beyliku Germiyan. Po bitvě u Ankary, ve které byl jeho otec poražen Tamerlánem, byl spolu otcem zajat jako válečný rukojmí. Zatímco jeho čtyři bratři bojovali během Osmanského interregna o trůn, on byl držen jako zajatec v Samarkandu (na území dnešního Uzbekistánu). Po smrti Tamerlána se v roce 1405 vrátil do Anatolie a schovával se na území tureckých beyliků.

## První vzpoura
Po skončení interregna, když se novým sultánem jeho bratr Mehmed I., se Mustafa objevil v Rumelii (evropské části Osmanské říše), kde mu pomáhal byzantský císař Manuel II. Palaiologos. Podporoval jej také valašský kníže Mircea I. a Cüneyt Bey, vládce Ajdinského beyliku. Mustafa nejdříve svému bratru, který zneškodnil všechny své bratry, nabídl, že by mohli říši řídit společně. Mehmed jeho návrh zamítl a Mustafovy jednotky porazil již v první bitvě. Mustafa se poté v roce 1406 ukrýval v byzantské Soluni. Po dohodě se sultánem Mehmedem I. jej císař Manuel poslal do exilu na ostrov Lemnos.

## Druhá vzpoura
Po smrti Mehmeda I. v roce 1421 nabyl Mustafa dojmu, že bude velmi jednoduché zničit svého synovce Murada II., Mehmedova syna a následníka. S pomocí Byzance obsadil Gelibolu, pevnost, která sloužila pro kontrolu Dardanel a město Edirne, hlavní město evropské části říše. Poté začal vládnout Rumelii. Následně prokázal, že je synem Bajezida II. a získal tak podporu od osmanských guvernérů provincií v Rumelii. Jednotky, které Murad II. vyslal na Bospor, aby zneškodnily Mustafu, se nakonec přidaly na jeho stranu. Růst moci a podpory Mustafu navedlo k tomu, aby překročil Dardanely a dobyl i asijskou část Anatolie.
Nicméně v Anatolii byl Mihaloğlu (potomek Köse Mihala), Muradův partyzán, který byl v Rumelii velmi oblíbený. Ten přesvědčil podporovatele Mustafy, aby se raději přidali na stranu sultána. Navíc někteří spojenci, jako například Cüneyt Bey, jej sami opustili. Mustafa vzdal své naděje o dobytí Anatolie a utekl zpět do Rumelie s Muradovými jednotkami v patách. Aby mohl také překročit Dardanely, požádal Murad janovské veslaře o pomoc, za což zaplatil vysokou částku. Muradovy jednotky tak brzy Mustafu chytily a zajaly.

## Poprava
Mustafa byl odsouzen k smrti a byl oběšen v roce 1422. I když popravy uvnitř dynastie byly běžné, nebyly obvyklé pomocí oběšení, ale používaly se "důstojné" metody. Murad se snažil lid přesvědčovat, že Mustafa není jeho strýcem (i když prokazatelně byl), ale že je jen obyčejný podvodník. Právě proto mu často osmanští historici přezdívali düzmece (podvodník).